# Othonna plantaginea
Othonna plantaginea là một loài thực vật có hoa trong họ Cúc. Loài này được Hiern mô tả khoa học đầu tiên.